# Photobiennale de Moscou
La Photobiennale de Moscou (en russe : Фотобиеннале), appelé également Biennale de la photographie de Moscou, est un festival de photographie créé en 1996. Il prend place dans plusieurs espaces culturels de la ville de Moscou, s'étale souvent sur plusieurs mois, et présente différents évènements : expositions de photographes russes et étrangers, conférences, séances de cinéma,  ateliers. Sa renommée est désormais internationale.

## Éditions

### Édition 2010 (8eédition)
Cette édition s'inscrit dans le cadre de l'Année de la France en Russie avec les expositions :
1. « Vive la France! »,
2. « Rétrospective »,
3. « Perspectives ».

### Édition 2012 (9eédition)
Cette édition (avril - mai 2012) s'est tenue dans plusieurs lieux culturels de la ville, dont le Multimédia Art Museum, le Manège, l’Académie russe des beaux-arts, l’Institut Cervantes, le Musée d'art moderne de Moscou, la Galerie des beaux-arts Zourab Tsereteli, avec des expositions de Martin Parr, Miroslav Tichý, Lee Friedlander, William Klein, Sarah Moon, Liu Bolin, Anna Skladmann.

### Édition 2020 (13eédition)
Elle a eu lieu du 5 septembre au 18 octobre